# Feofan Prokopovitj
Feofan Prokopovitj (ryska: Феофан Прокопович), född 1681 i Kiev, död 1736, var en rutensk prelat och statsman.
Prokopovitj var en fattig köpmansson från Kiev, men studerade i polska skolor och i Rom. Efter hemkomsten 1704 anställdes han som lärare i poetik och retorik vid teologiska akademien i sin födelsestad. Tsar Peter I uppmärksammade honom för hans glödande fosterlandskärlek och hans vältalighet, vilket kom till uttryck såväl när Ryssland hotades i samband med att den svenska armén ryckte in i landet under stora nordiska kriget, som efter tsarens seger vid Poltava, vilken han besjöng i ett poem han på Peter I:s befallning hade översatt till latin. 
Han följde tsaren på tåget mot osmanerna 1711, utnämndes till klosterföreståndare i Kiev och till akademirektor, kallades 1716 till Sankt Petersburg och vigdes 1718 till biskop i Pskov. År 1720 utnämndes han till ärkebiskop i Novgorod och blev samma år vice ordförande i den då nyss bildade överstyrelsen för kyrkan, Heliga synoden, vars ledning han nästan helt och hållet tog över. 
Han slöt sig fullkomligt till tsar Peters politiska system och arbetade för detsamma både i sina predikningar och i en mängd tryckta skrifter. Han fick bland annat i uppdrag att författa 1720 års "andliga reglemente" och 1724 års kungörelse om klosterlivets förbättring. I Pravda voli monarsjej ("härskarviljans rättfärdighet", 1722) försvarade han den oinskränkta suveräniteten, framför allt i frågan om valet av en efterträdare. Absolutismen var även hans ideal inom det kyrkliga området, och han förföljde sina konkurrenter bland biskoparna, vilka han överträffade i både makt och i grundlig lärdom. Han var impopulär bland de andra biskoparna, bland annat därför att han inte backade från en ifrågasatt reduktion av kyrkogodsen eller tvekade att driva läran om rättfärdiggörelsen genom tron. I vissa fall tog han parti för Luther emot katolska och ryska författare, vilket medförde att han beskylldes för att vara lutheran. 
Prokopovitj bidrog mycket till att försäkra Katarina I om kronan 1725, men efter Peter II:s tronbestigning 1727 hindrades han ifrån allt deltagande i statliga uppgifter, och hans skrifter konfiskerades. Vid Anna Ivanovnas tronbestigning 1730 försökte det under Peter II mäktiga "översta hemliga rådet" införa en konstitution, med målet att lägga makten i rådets händer. Prokopovitj anslöt sig då till försvararna av kejsarinnans oinskränkta makt och ställde sig i spetsen för Heliga synodens opposition mot rådet. 
Litterärt hade Prokopovitj en satirisk stil och hade ett stort inflytande på Antioch Kantemir och Vasilij Tatisjtjev. Prokopovitj skrifter på latin gavs på 1700-talet ut i Königsberg och Leipzig. Hans Slova i rjetji (Predikningar och tal) trycktes 1765 i tre delar.

## Utmärkelser
Asteroiden 6681 Prokopovich är uppkallad efter honom.